# Riesenstein (Heidelberg)

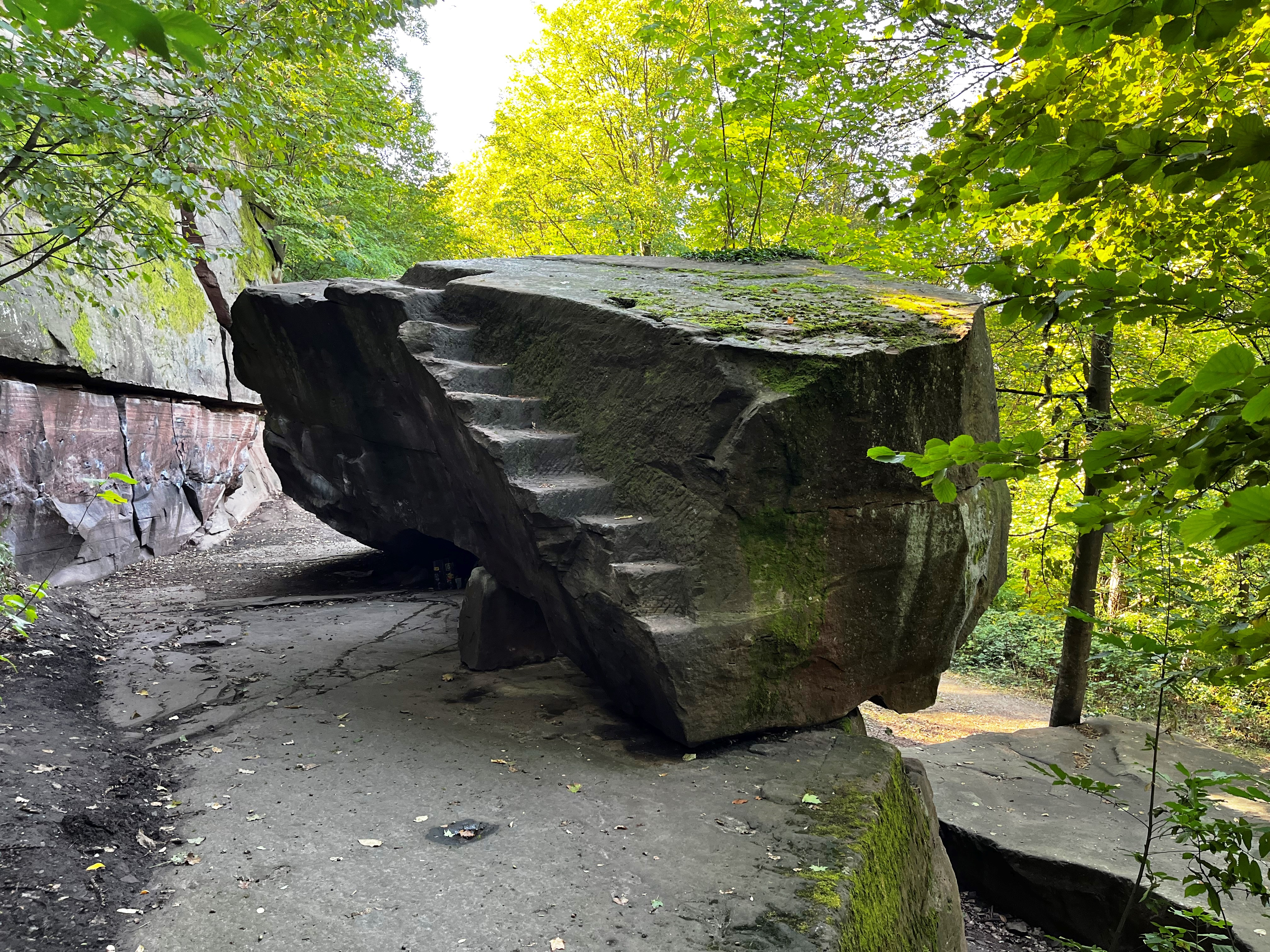
Riesenstein

Der Riesenstein ist ein Naturdenkmal am Hang des Gaisbergs direkt über der Heidelberger Altstadt und wird auch als Boulder- und Klettergebiet  genutzt.
Das Klettergebiet besteht aus zwei Teilen, dem namensgebenden kleineren Massiv Riesenstein I mit zwei vorgelagerten Boulderblöcken und einem ca. 17 m hohen Wandmassiv Riesenstein II in einem ehemaligen Steinbruch. Die Routen sind in festem Sandstein und größtenteils in oberen Schwierigkeitsgraden (6 bis 9). 2009 wurden neue Kletterrouten im einfacheren Schwierigkeitsbereich erschlossen (3 bis 5+).
Derzeit ist das Klettern ganzjährig erlaubt, aber es herrscht Magnesiaverbot.

## Aussichtskanzel Riesenstein

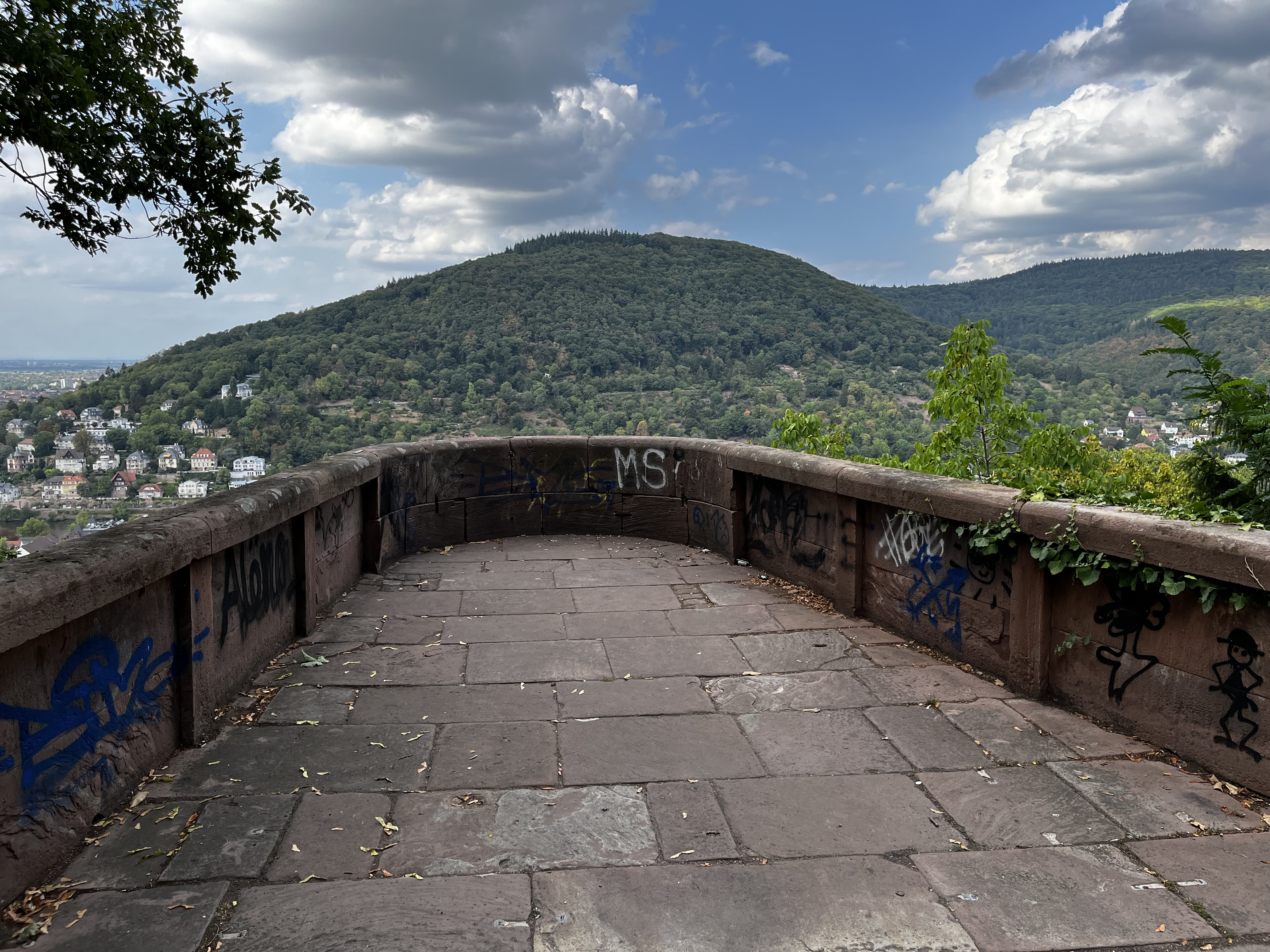
Aussichtskanzel Riesenstein

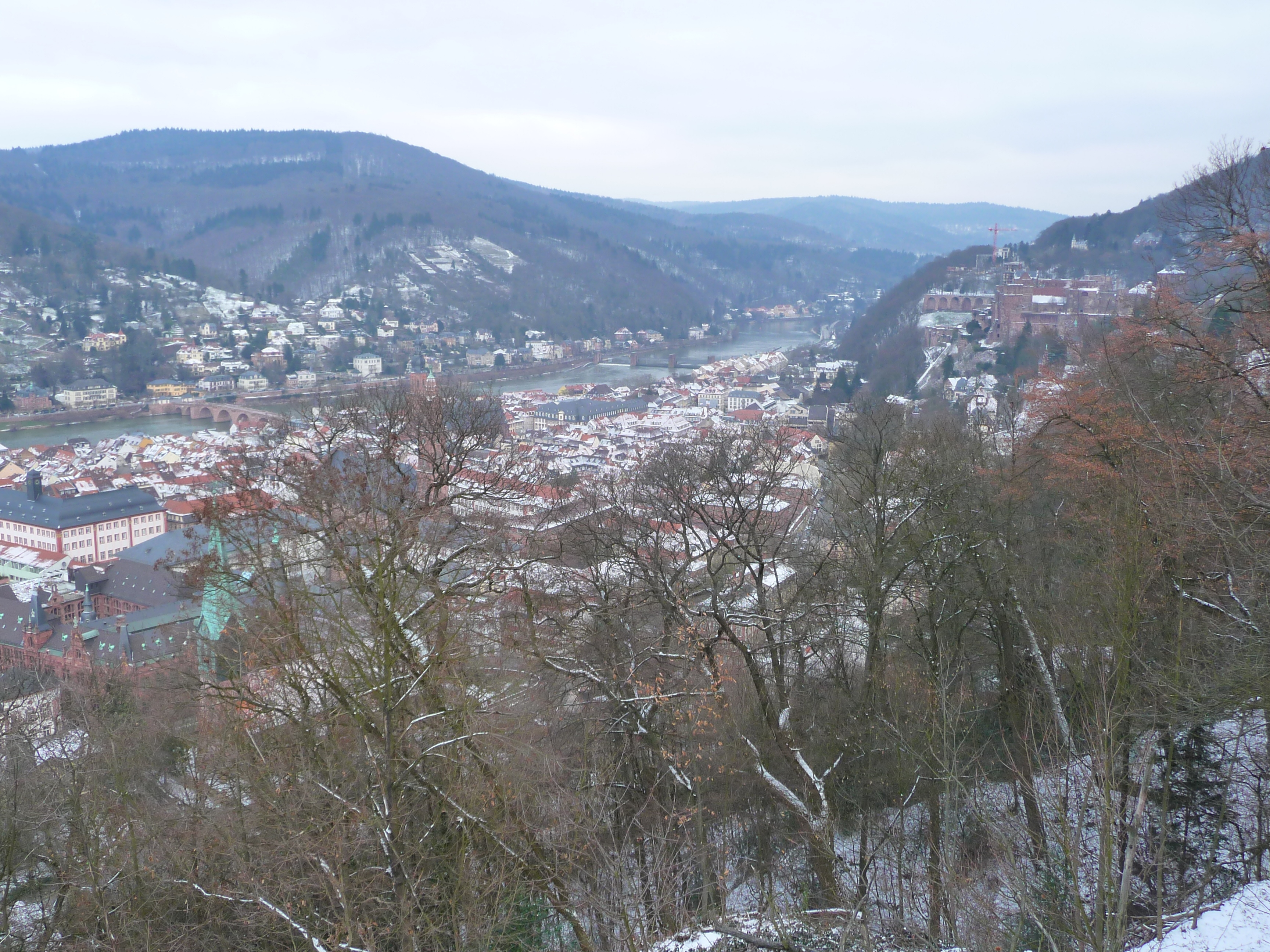
Blick von der Aussichtskanzel Riesenstein

Der Aussichtspunkt liegt 250 m über der Altstadt und bietet einen schönen Blick. Er wurde 1846 errichtet und befindet sich gegenüber des stillgelegten Steinbruchs.

## Riesenstein-Sagen
„Auf der rechten Neckarseite, oben auf dem Heiligenberg, hausten einst zwei Riesen, Vater und Sohn. Man sah die beiden oft mitsammen über den Berg gehen. Als der Riesenbub größer geworden war, bat er seinen Vater, auch allein weite Wanderungen machen zu dürfen.
‚Wenn du zeigst, daß du ein Kerl bist und etwas kannst‘, sagte der Vater, ‚habe ich nichts dagegen.‘ Darauf nahm der Vater einen großen Steinblock und schleuderte ihn weithin über den Neckar auf den Gaisberg. ‚Mach’s auch so, wenn du’s kannst‘, bemerkte er zu seinem Sohne.
Der junge Riese nahm einen gleichgroßen Felsblock und warf ihn in derselben Richtung, so daß er genau auf den vom Vater geschleuderten Block fiel. Darauf erlaubte ihm der Vater, in die Welt hinauszuwandern. Die Felsblöcke liegen heute noch auf dem Gaisberg übereinander, wie sie einst geworfen wurden. Man nennt sie jetzt den ‚Riesenstein‘.“

Archivquelle hierzu:

„Wo lockend das edele Heidelberg liegt,
Sich gastlich am grünlichen Neckar hin schmiegt;
Da lagern viel stattliche Berge gethürmt,
Von brausenden Winden und Wettern umstürmt.
Noch prangete nicht auf dem Berge das Schloß,
Nur’s Städtlein sich thalwärts zum Neckar ergoß.
Die milderen Lüfte, das üppige Grün,
Das Rauschen der Wasser, im Thale das Blühn,
Das hatte den Riesen gelockt und verführt,
Der einen der Berge zur Wohnung erkührt.
Und als er zum erstenmal hält seine Rast,
Sieht’s Städtlein mit Graun den unheimlichen Gast;
Er steht auf der Kuppe des Berges dort,
Den Sohn auf dem Rücken an sicherem Ort.
Gewanderrt seyn mußt’ er aus fremdem Land,
Gar seltsame Pflanzen trug seine Hand;
Mit Nägeln gar scharf gräbt er ihnen ein Grab,
Und senket die Wurzeln der Reben hinab.
Es wandert der Alte oft einsam aus,
Und läßt den blühenden Knaben zu Haus;
Der thut dann zum lustigen Zeitvertreib
Den Schiffern im Neckar viel arges Leid.
So oft sich ein Segel den Bergen naht,
Da sinnt schon der Erzschelm auf bösen Verrath;
Reißt kichernd den mächtigsten Felsblock los,
Und schleudert ihn leicht in der Wasser Schooß.
Wenn hoch sich die Woge dann kräuselt und schäumt,
Empor gleich dem Rosse der Kahn sich bäumt;
Dann fühlet der Knabe die fröhlichste Lust,
Er wird sich der eigenen Kraft bewußt;
Vergnüget sich so manch einsamen Tag,
Treibt’s Spielwerk den Schiffern zur Noth und Plag.
Er stauet mit Steinen den Neckar so voll,
Daß öfters aus seinen Ufern er quoll;
Er schleudert die Felsen so kunstreich und klug,
Als ob eine Brück’ er den Städtern schlug. –
Einst kehrt von der Wandrung der Alte nach Haus,
Er hatte bestanden den rühmlichsten Strauß.
Es jauchzt ihm das Herze, als hoch auf den Höhn,
Er sieht seinen Jungen so stattlich und schön:
‚Ihr ziehet die Stirne stets finster und kraus,
Herr Vater, so oft Ihr nur wandert hinaus;
Doch kehret Ihr wieder zur Heimath zurück,
Dann strahlet so freudenverklärt Euer Blick.
Mich dürstet’s nach Thaten, es treibt mich zum Kampf,
Aufwirbeln nur seh’ ich vom Städtlein den Dampf.
Herr Vater versucht es und nehmet mich mit,
Zufrieden seyn sollt Ihr mit meinem Ritt!‘ –
‚Was kommt dir zu Sinnen, du winziger Daus?
Du willst in die Welt mir vor Zeiten hinaus!‘
‚Herr Vater, so prüfet nur einmal die Kraft,
Die weichlich durch Müßiggang endlich erschlafft!‘ –
‚Und willst du denn opfern den Frieden zu Haus
Dem Kampf mit dem Zwergen, dem nächtlichen Graus:
So will ich zur Probe dir setzen ein Ziel,
Das selbst deinem Vater nicht dünket ein Spiel;
Und lösest vielleicht du’s in Jahresfrist,
Dann mögest du wandern nach eignem Gelüst!‘
Los reißt nun der Alte den riesigsten Stein
Und wieget ihn erst in den Händen sein;
Er schleudert ihn hoch und es brauset die Luft,
Wild braust es das Echo durch Thäler und Kluft;
Erst jenseits des Neckar’s der Urgranit
Mit Donnergepolter herniederglitt.
Als das der Junge vollendet sieht,
Vor Freude sein ganzes Wesen erglüht;
Er reißt einen Felsblock sich lachend los,
Noch einmal so schwer, noch einmal so groß,
Und schleudert ihn hoch – daß die Gegend erbebt –
Auf den ersten, den er im Falle begräbt.
Als nun dieses Wunder der Vater erschaut,
Vor’m eignen Sohne dem Alten es graut.
Nachdem er noch einmal gemessen den Sohn,
Dreht stumm er den Rücken und schreitet davon.
Und fröhlichen Sinnes, ein mächtiger Held,
Zieht jubelnd der Sohn in die weite Welt,
Wohin die beiden Riesen gewallt,
Die Kunde davon wohl nirgends erschallt.
Nur beide Felsen im kühlen Grund
Nennt Riesenstein noch des Volkes Mund.“

## Ehemalige Gartenwirtschaft
Der Geschichtsverein Heidelberg berichtet, dass es vor 1820 am Riesenstein eine Gartenwirtschaft gegeben hat.